# Belagerung von Calais (1558)

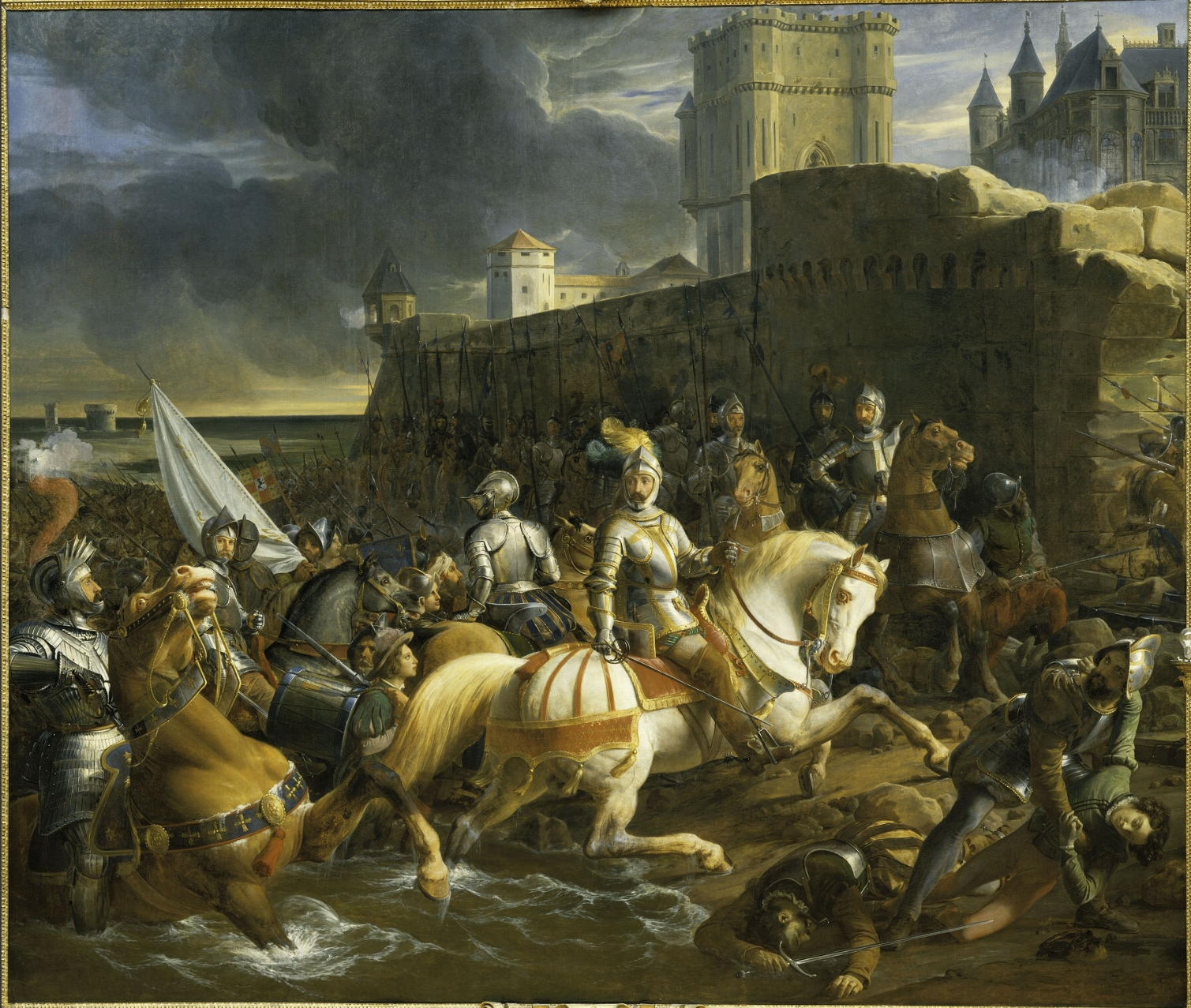
Ölmalerei von François-Édouard Picot über die Belagerung von Calais (1838)

Bei der Belagerung von Calais verlor England mit der Kapitulation von Calais am 8. Januar 1558 seinen letzten Stützpunkt in Frankreich. Die Stadt hatte seit dem Hundertjährigen Krieg ab 1346 über 200 Jahre unter englischer Herrschaft gestanden.

## Vorgeschichte
Die Franzosen unter Anne de Montmorency, dem Connétable von Frankreich, erlitten 1557 in der Schlacht bei St. Quentin eine vernichtende Niederlage gegen die Spanier. Der Connétable, Marschall de Saint-André und Admiral Coligny kamen in Gefangenschaft. König Heinrich II. von Frankreich sah die Straße nach Paris offen und durch eine Invasion aus Flandern bedroht. Um eine Gegenoffensive einleiten zu können, wurden die französischen Truppen, welche in Italien standen, in die Picardie verlegt.
Um dem jederzeit drohenden Eingreifen einer englischen Expeditionsmacht in seinen Rücken vorzubeugen, befahl Heinrich II. einen Angriff auf die von den Engländern zur See versorgte Hafenstadt Calais. Im Winter auf 1558 wurden zu diesem Feldzug im Raum Abbeville, Montreuil, Boulogne und Compiegne etwa 30.000 Mann versammelt. Den Oberbefehl erhielt der zum Generalleutnant ernannte Herzog von Guise, zur Unterstützung wurde im Kanal eine kleine Flotte zusammengezogen. Mangels ausreichender natürlicher Verteidigung hing die nachhaltige englische Herrschaft über Calais von den starken Befestigungen ab, die mit einigen Kosten aufrechterhalten wurden. Am 26. Dezember 1557 erhielt der Gouverneur von Calais, Lord Wentworth, neue Berichte über französische Truppenansammlungen. Ein Militärrat unter Vorsitz von Lord Grey wurde in Calais versammelt. Es wurde beschlossen, die Garnisonen mehrerer Forts zu verstärken und die Königin um weitere Verstärkungen zu bitten. Mary Tudor befahl dem Earl of Rutland für zusätzliche Kräfte zu sorgen, aber am 29. Dezember kam Wentworth schließlich zu der Überzeugung, dass die Franzosen Hesdin angreifen würden und so wurde beschlossen, die Verstärkungen vorerst in Dover zu belassen.

## Verlauf
Anfang Januar 1558 besetzte die französische Avantgarde Sangatte und Fréthun, am 2. Januar fiel auch Fort Risban durch einen Handstreich. Am 3. Januar wurde die Artillerie vor Fort Nielles und Risban konzentriert und begann den Beschuss. Der englische Gouverneur der Stadt, Lord Thomas Wentworth, war auf keine lange Belagerung eingestellt gewesen.
Überwältigt vom starken französischen Bombardement wurde Calais am 6. Januar eingenommen. Am 8. Januar kapitulierte Wentworth und übergab die Schlüssel der noch gehaltenen Zitadelle, auch die Forts von Guînes und Hames fielen bald in französische Hand. Die Franzosen erbeuteten Proviant für drei Monate und fast 300 Geschütze. Heinrich II. zog am 23. Januar 1558 in Calais ein. Lord Wentworth und die englische Garnison von Calais kehrten nach England zurück. Nach der Niederlage bei Gravelines (13. Juli 1558) konnte die französische Armee unter dem Herzog von Guise wieder Erfolge erzielen. Im Sommer griffen sie die Festungen Thionville und Arlon an und drohten, ganz Luxemburg zu besetzen. Im April 1559 beendete der Friede von Cateau-Cambrésis den Krieg zwischen Frankreich und Spanien.